# Felipe Portocarrero Suárez
Felipe Bernardo Guillermo Florencio Portocarrero Suárez (Lima, 10 de febrero de 1957) es un sociólogo y catedrático peruano. Es rector de la Universidad del Pacífico.

## Biografía
Felipe Portocarrero Suárez es el tercero de cuatro hermanos, hijo del diputado Florencio Portocarrero Olave y de Fanny Suárez La Grutta. Realizó estudios escolares en el jesuita Colegio de la Inmaculada, del que se graduó en 1972. Ingresó a la Pontificia Universidad Católica, donde realizó un bachillerato en Ciencias Sociales y una maestría en Sociología. Posteriormente obtuvo un doctorado en Sociología en el St Anthony College de la Universidad de Oxford, Inglaterra.
En 1992, fue designado presidente del Fondo Editorial de la Universidad del Pacífico, de la que sería nombrado director del Centro de Investigación, en 1999.
En el 2002, fue investigador visitante del Programa PASCA de la Universidad de Harvard y, al año siguiente, fue miembro del consejo asesor de la Fundación Avina, puesto que ocupó hasta el 2009. En el 2006, fue profesor visitante del St Anthony College de la Universidad de Oxford.
En 2004, fue nombrado director del Programa de Liderazgo y Desarrollo Social en América Latina-Región Andina y de la Social Enterprise Knowledge Network, dejando los cargos en el 2007 y 2009, respectivamente.
En el 2009, en reemplazo de Carmen Graham Ayllón, fue nombrado rector de la Universidad del Pacífico, de la que es profesor del Departamento de Ciencias Sociales y Políticas.
Durante su gestión, fue construido el nuevo edificio de la universidad ubicado en el Jr. Sánchez Cerro y el teatro Juan Julio Witch. Además han realizado numerosas reformas en el edificio de la Av. Salaverry.
En el 2019, fue nombrado nuevamente rector de la Universidad del Pacífico para el periodo 2019 - 2024.

## Publicaciones
- El gobierno militar y el capital imperialista. 1976
- Inversiones públicas en el Perú 1900-1968: una aproximación cuantitativa (junto a Arlette Beltrán y Alex Zimmerman). 1988
- Las inversiones en valores nacionales de la élite económica. Perú: 1916-1932 (junto a Luis Torrejón). 1992
- Modernización y atraso en las haciendas de la élite económica. Perú: 1916-1932 (junto a Luis Torrejón). 1992
- El Imperio Prado (1890-1970). 1995
- Mundos interiores: Lima 1850-1950 (junto a Aldo Panfichi). 1995
- Imágenes en un espejo roto: el Perú contemporáneo a través de las ciencias sociales: la república entre los siglos XIX y XX (junto a Heraclio Bonilla). 1996
- Economía y política de los programas gubernamentales de apoyo alimentario en el Perú. 1998
- Políticas sociales en el Perú: nuevos aportes. 2000
- Empresas, fundaciones y medios: la responsabilidad social en el Perú. 2000
- Gestión pública y políticas alimentarias en el Perú. 2000
- El tercer sector en el Perú: una aproximación cuantitativa. 2001
- Donaciones y trabajo voluntario: los jóvenes de Lima metropolitana (junto a James Loveday y Armando Millán). 2001
- Más allá del individualismo: el tercer sector en el Perú. 2002
- De la caridad a la solidaridad: filantropía y voluntariado en el Perú (junto a Cynthia Ann Sanborn). 2003
- Voluntarios, donantes y ciudadanos en el Perú (junto a Armando Millán y James Loveday). 2004
- El pacto infame: Estudios sobre la corrupción en el Perú. 2005
- La Iglesia Católica como proveedora de servicios sociales: mitos y realidades (junto a Hanny Cueva y Andrea Portugal). 2005
- Capital social y democracia: explorando normas, valores y redes sociales en el Perú (junto a Armando Millán, James Loveday, Bruno Tarazona y Andrea Portugal). 2006
- Situación de la responsabilidad social empresarial en la micro, pequeña y mediana empresa en el Perú (junto a Bruno Tarazona y Luis Antonio Camacho). 2006
- Moviendo montañas: empresas, comunidades y ONG en las industrias extractivas (junto a Cynthia Ann Sanborn y Luis Antonio Camacho). 2007
- Grandes fortunas en el Perú: 1916-1960.